# Расаи, Фараджолла
Адмирал Фараджолла Расаи (перс. فرج‌الله رسائی‎; 1908, Энзели — 2 декабря 2002 года, США) – офицер имперской армии Ирана, занимавший пост командующего имперскими военно-морскими силами Ирана с 1961 по 1972 год.
После отставки из Военно-морских сил в 1972 году Фараджолла Расаи был назначен сенатором от Тегерана и вошёл в состав Сената Ирана. Он остался в истории как единственный офицер, удостоенный звания адмирала – высшего ранга, равного генералу армии в сухопутных и военно-воздушных силах – за всё время существования Военно-морских сил страны. 

## Жизнь

### Образование
Фараджолла Расаи получил начальное образование в Гиляне, а среднее — в школе Дар-оль-Фонун. Расаи начал службу в Военно-морском флоте в 1929 году и прошёл обучение в Военно-морской академии в Ливорно (Италия), что стало основой его дальнейшей военной карьеры.
Вскоре после этого он, в составе группы молодых офицеров, был направлен на учёбу в Италию. Окончив Военно-морскую академию, Расаи вернулся в Персидский залив на борту кораблей, приобретённых для Ирана, и принял участие в официальной церемонии основания Военно-морских сил страны в присутствии Реза Шаха. Свою службу он начал в звании младшего лейтенанта.

### Военная служба
В сентябре 1941 года, во время оккупации Ирана союзными войсками, Военно-морские силы страны понесли серьёзные потери. В числе арестованных офицеров оказался и капитан 3-го ранга Фараджолла Расаи. Вскоре после задержания он был освобождён и назначен руководителем отдела анализа прессы при штабе армии, что дало ему возможность присутствовать на заседаниях парламента в ложе для прессы.
Продвигаясь по службе, он достиг звания капитана 1-го ранга. В этот период был отстранён от должности военного губернатора Абадана, но продолжал исполнять обязанности военного губернатора Хорремшехра. В том же году ему было поручено командование Южными военно-морскими силами Ирана.
В 1959 году Расаи получил звание контр-адмирала и возглавил управление по вопросам призыва.

### САВАК
С момента основания САВАК Фараджолла Расаи был переведён в эту организацию, где до 1960 года возглавлял седьмое управление. После завершения службы в САВАК он вернулся в состав Военно-морских сил.

### Командование Военно-морскими силами
В 1960 году Фараджолла Расаи был назначен командующим Военно-морскими силами Ирана, получив к тому времени звание вице-адмирала. В течение двенадцати лет он возглавлял этот род войск, последовательно получив звания адмирала и полного адмирала, что соответствовало званию генерала армии. Он вошёл в число всего лишь 18 иранских военачальников, достигших такого ранга.
Под его руководством 30 ноября 1971 года Военно-морские силы Ирана установили контроль над островами Абу-Муса, Большой и Малый Томб, которые ранее находились под юрисдикцией эмирата Шарджа. В июле 1972 года Расаи подал в отставку; его пост занял контр-адмирал Аббас Рамзи Атаи.

### Отставка и увольнение
Отставка адмирала Фараджоллы Расаи стала частью более широкой кадровой перестановки в Военно-морских силах. Поводом послужил инцидент на одном из островов Персидского залива, где группа военнослужащих столкнулась с нехваткой продовольствия и была вынуждена обратиться за помощью к экипажам иностранных кораблей. В ответ на это руководство страны распорядилось уволить ряд старших офицеров, заменив их молодыми специалистами с временными званиями. Назначение контр-адмирала Аббаса Рамзи Атаи на пост командующего произошло в рамках этой кампании.

### Сенатор
Фараджолла Расаи в 1972 году, в возрасте 62 лет, ушел в отставку из армии. После отставки Мехрангиз Манучехриан он занял ее место в Сенате Ирана от Тегерана. Оставался сенатором до Исламской революции 1979 года.

## Эмиграция и смерть
После революции покинул Иран и поселился в США. Был женат на Фариде Расаи, у них родились три дочери: Раса, Ройа и Рана, все из которых проживают за пределами Ирана. Фараджолла Расаи скончался в декабре 2002 года в США в возрасте 93 лет.